# Il vento che accarezza l'erba
Il vento che accarezza l'erba (The Wind That Shakes the Barley) è un film del 2006 diretto da Ken Loach.
La pellicola, l'unica di produzione interamente irlandese del regista britannico (in seguito dirigerà Jimmy's Hall - Una storia d'amore e libertà, una coproduzione irlandese), vinse la Palma d'oro al 59º Festival di Cannes.
Il film è ambientato in Irlanda durante la guerra d'indipendenza irlandese (1919-1921) e la conseguente guerra civile (1922-1923). Il titolo originale The Wind That Shakes The Barley ("il vento che scuote l'orzo") si riferisce ad un verso di una canzone del XIX secolo di Robert Dwyer Joyce. Il film è stato girato a Cúil Aodha, nella contea irlandese di Cork.

## Trama
Damien O'Donovan è un giovane medico in procinto di lasciare l'Irlanda per lavorare in un ospedale di Londra. Suo fratello Teddy comanda la locale colonna dell'Irish Republican Army. Durante un controllo dell'esercito britannico, Damien è testimone del pestaggio mortale ai danni del suo amico Micheál Ó Súilleabháin. I suoi amici, alla luce dei fatti avvenuti, cercano di convincere invano Damien a rimanere in Irlanda e lottare per l'indipendenza, ma Damien resta convinto che sconfiggere l'esercito inglese è impossibile, soprattutto per l'inferiorità numerica dell'IRA.
Mentre attende il treno per partire verso Londra assiste ad un sopruso da parte degli inglesi che lo convincerà a restare e a combattere per l'indipendenza. Damien si unisce ai rivoltosi e all'IRA nella brigata comandata dal fratello Teddy, che organizza una rappresaglia per vendicare l'omicidio di Micheál. Il raid consiste nell'assaltare la locale caserma irlandese per recuperare alcune pistole, che vengono usate per uccidere quattro britannici ausiliari all'interno della caserma.
In seguito un proprietario terriero anglo-irlandese, Sir John Hamilton, costringe uno dei suoi servi, il membro dell'IRA Chris Reilly, a rivelare informazioni importanti sui rivoltosi all'intelligence inglese. Di conseguenza l'intera brigata di Damien è fatta prigioniera. Nella cella in cui sono rinchiusi, Damien incontra il macchinista del treno che avrebbe dovuto prendere per trasferirsi a Londra, Dan, che scopre essere un sindacalista che condivide le idee marxiste di Damien.
Intanto gli ufficiali inglesi interrogano Teddy, torturandolo nella speranza di ottenere altre informazioni, arrivando persino a strappargli le unghie delle mani con una pinza. Più tardi Johnny Gogan, un soldato scozzese di origini irlandesi dell'esercito inglese, aiuta i ribelli catturati a fuggire. Mentre Teddy è ancora convalescente per le torture subite, Damien assume temporaneamente il controllo della brigata del fratello. Catturano per vendetta Sir John Hamilton e Chris, il traditore che li aveva venduti all'esercito inglese.
Damien chiede agli inglesi, in cambio della liberazione di Sir John Hamilton, la liberazione di tre prigionieri dell'Irish Republican Army. Ma gli inglesi uccidono i rivoltosi e Damien e la sua brigata ricevono l'ordine di uccidere gli ostaggi. Nonostante la forte amicizia con Chris, Damien esegue gli ordini e uccide l'amico e Sir John Hamilton. Più tardi, Damien confessa alla sua migliore amica Sinéad Ó Súilleabháin, corriere dell'Irish Republican Army, di vergognarsi di affrontare la madre di Chris per riferirle della scomparsa del figlio.
La rivolta prosegue e Teddy riprende il controllo della brigata, che assalta un convoglio armato della divisione ausiliaria inglese. L'esercito inglese risponde dando fuoco alla casa di Sinéad. Damien osserva da lontano, insieme al resto della brigata, Sinéad e la sua famiglia tenuti sotto tiro. Sebbene egli voglia intervenire per salvare l'amica e la sua famiglia, Teddy lo invita a restare fermo a causa della superiorità numerica dei soldati inglesi. Più tardi Damien insieme alla brigata si impegnerà a ricostruire la casa di Sinéad e tenterà di confortare la fidanzata, uscita distrutta psicologicamente dalla rappresaglia inglese. Intanto giunge la notizia di un formale cessate il fuoco tra gli inglesi e l'IRA. Mentre il paese festeggia, Damien e Sinéad si appartano e si baciano. Quando vengono resi noti i termini del trattato anglo-irlandese, l'IRA si divide sull'opportunità o meno di accettare le condizioni del trattato, che concederebbe all'Irlanda solo un'indipendenza parziale e molto debole.
Anche all'interno della brigata di Damien si presentano due fronti interni: il primo, capeggiato da Teddy, sostiene che accettare il trattato porterà la pace, garantendo la possibilità di ulteriori miglioramenti in seguito; l'altro fronte, guidato da Damien e Dan, propone invece di proseguire la lotta per l'indipendenza assoluta, opponendosi al trattato. Damien e Dan sono, inoltre, a favore della collettivizzazione dell'industria e dell'agricoltura. Prevale comunque la linea favorevole al trattato di Teddy e i suoi amici. Perciò si forma il nuovo Stato Libero d'Irlanda e l'esercito repubblicano in uniforme sostituisce quello inglese. Damien e i suoi compagni si sentono traditi dall'esercito repubblicano e scoppia la guerra civile irlandese.
Damien, Dan e i loro compagni iniziano una guerriglia contro il nuovo esercito irlandese. I disordini si intensificano e Teddy teme che gli inglesi possano tornare in Irlanda se l'esercito irlandese non riuscirà a risolvere i problemi interni al Paese. Inizia dunque una rappresaglia verso i rivoltosi, anche nei confronti di Damien e i suoi compagni. Dan viene infatti ucciso e Damien stesso finisce arrestato durante un raid presso una caserma, dove si era recato insieme ai suoi compagni per rubare qualche fucile.
Damien, imprigionato nella stessa cella in cui era stato recluso la prima volta, viene condannato a morte. Teddy supplica il fratello di rivelargli il luogo in cui i suoi compagni nascondono le armi rubate, in modo tale da evitare la condanna a morte e tornare a casa. Ma Damien si rifiuta categoricamente di tradire i suoi compagni. Teddy lascia la cella in lacrime e, di fronte all'ostinazione del fratello, invita Damien a scrivere una lettera d'addio a Sinéad. In questa lettera Damien dichiara tutto il suo amore per lei, confessando che ha sempre avuto paura di ritrovarsi dentro a questa guerra e ora che ci è entrato non riesce ad uscirne se non con la morte.
All'alba, Damien sfila davanti al plotone di esecuzione. Teddy tenta un ultimo disperato tentativo di convincere il fratello a rivelargli il luogo in cui i suoi compagni tengono nascoste le armi, ma vanamente. Teddy si rassegna e si prepara a bendare Damien, ma questi si rifiuta. In lacrime Teddy ordina al plotone di procedere con l'esecuzione. I militari sparano e Damien si accascia a terra. Quel pomeriggio Teddy consegna la lettera di Damien a Sinéad. Infuriata e con il cuore spezzato Sinéad si scaglia contro Teddy e gli ordina di andarsene per sempre da casa sua. Mentre Teddy si allontana Sinéad cade a terra, invocando Damien.

## Riconoscimenti
- 2006 - Festival di Cannes
  - Palma d'oro